# Corrida Internacional de São Silvestre de 1966
A Corrida Internacional de São Silvestre de 1966 foi a 42ª edição da prova de rua, realizada no dia 31 de dezembro de 1966, no centro da cidade de São Paulo, a largada aconteceu as 23h32m, a prova foi de organização da Cásper Líbero e A Gazeta Esportiva.
O vencedor foi o colombiano Álvaro Mejia Flores, com o tempo de 29m57.

## Percurso
Foi a 1ª Largada em Frente ao Edifício Cásper Líbero - Percurso: Largada: Av. Paulista 900 - Edifício Cásper Líbero - Descida pela Brig. L. Antônio. Chegada: Av. Paulista 900 - Edifício Cásper Líbero - Subida pela Rua da Consolação, com 9.200 metros.

## Resultados

#### Masculino
- 1º Lucrécio Martins Da Cruz (Colômbia) - 29m57s

### Participações
- Participantes: 161 atletas
- Chegada: 142 atletas .[3]

## Ligações Externas
- Sítio Oficial (em português)